# オスティーリア
オスティーリア（伊: Ostiglia）は、イタリア共和国ロンバルディア州マントヴァ県にある、人口約6,600人の基礎自治体（コムーネ）。

## 地理

### 位置・広がり

#### 隣接コムーネ
隣接するコムーネは以下の通り。括弧内のVRはヴェローナ県、ROはロヴィーゴ県所属を示す。
- ボルゴカルボナーラ (ボルゴフランコ・スル・ポー)
- ボルゴ・マントヴァーノ
- カザレオーネ (VR)
- チェレーア (VR)
- ガッツォ・ヴェロネーゼ (VR)
- メラーラ (RO)
- セッラヴァッレ・ア・ポー

### 気候分類・地震分類
気候分類では、zona E, 2355 GGに分類される。また、イタリアの地震リスク階級 (it) では、zona 3 (sismicità bassa) に分類される。

## 自然・環境
ポー川とティオーネ川に挟まれたヨシ原が茂るオスティーリア沼地（Palude di Ostiglia、ヴェネト州のガッツォ・ヴェロネーゼにまたがる）は、ラムサール条約の定める「国際的に重要な湿地」に登録されている（ただし、ヴェネト州側はPalude di Busatelloという名称である）。一帯にスゲヨシキリ、アリスイなどの絶滅危惧種の鳥類の繁殖地である。イタリアのラムサール条約登録地一覧も参照。

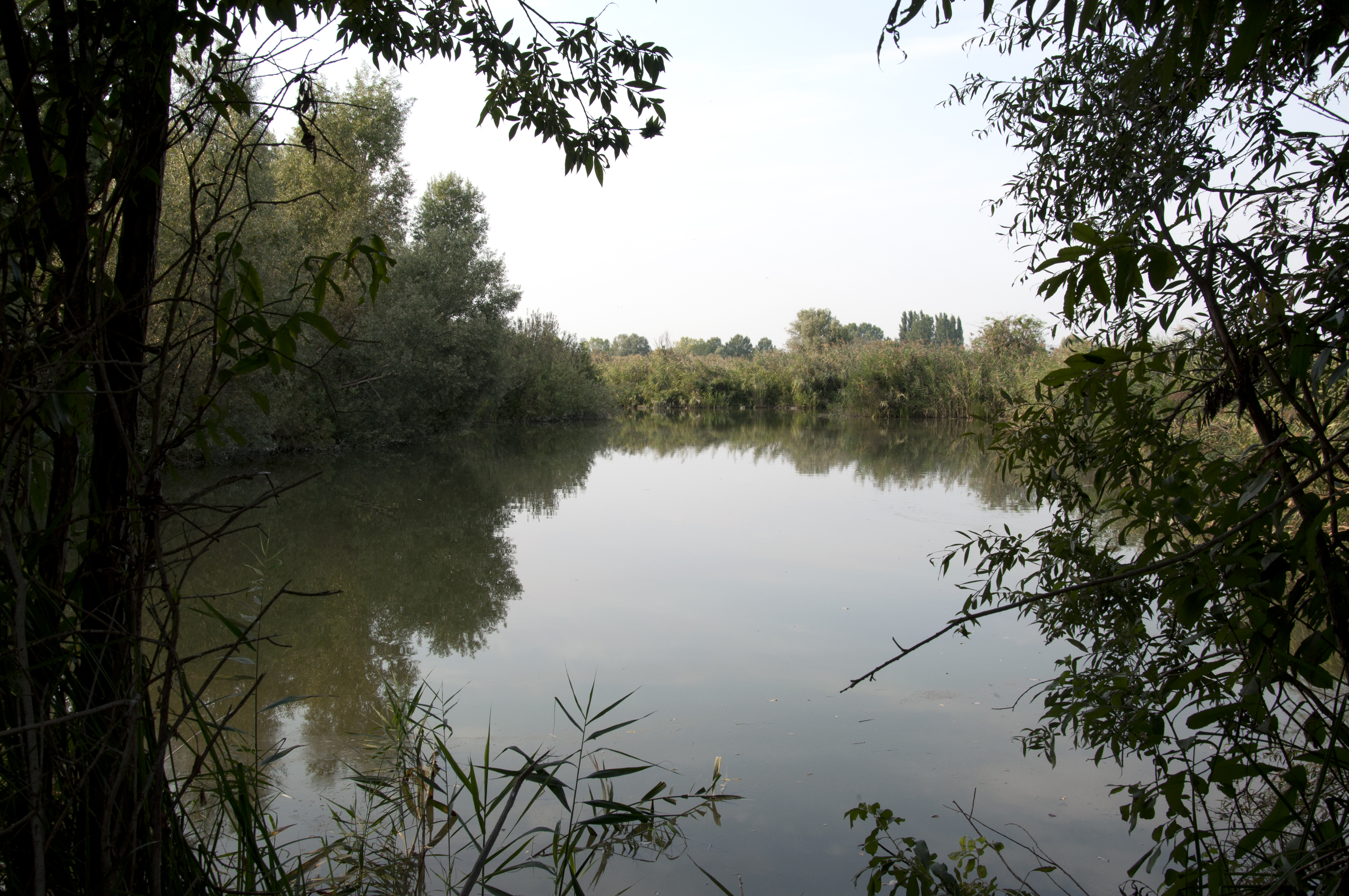
Palude di Busatello